# Иоганн I Любинский
Иоганн I Любинский (пол. Jan I lubiński, нем. Johann I von Lüben; около 1425 — после 21 ноября 1453) — князь Любинский в 1441—1446 годах и Хойнувский в 1441—1453 годах (вместе с братом Генрихом X), князь Бжегский в 1443—1450 годах (вместе с братом Генрихом X).

## Биография
Представитель легницкой линии Силезских Пястов. Старший сын Людвика III, князя Олавского, Любинского и Хойнувского (ум. 1441), и Маргариты Опольской (1412/1414 — 1454), дочери князя Болько IV Опольского.
В 1441 году после смерти князя Людвика III Любинского его сыновья Иоганн I и Генрих X получили в совместное владение Любинское и Хойнувское княжества. Их мать, вдовствующая княгиня Маргарита Опольская, получила в пожизненное владение Олаву в качестве вдовьего удела. Братья взяли на себя отцовские претензии на наследство Людвика II, князя Бжегского и Легницкого (ум. 1436), сводного брата их деда Генриха IX. Людвик II, не имея мужских потомков, оставил в пожизненное владение своему жене Елизавете Бранденбургской Легницу и Бжег в качестве вдовьего удела. В 1443 году Елизавета Бранденбургская вынуждена была уступить Бжегское княжество князьям Иоганну I Любинскому и Генриху X Хойнувскому.
В 1446 году из-за тяжелого материального положения князя-соправители Иоганн I и Генрих X продали Любин князю Генриху ІХ Глогувскому и заложили Хойнув.
В 1449 году скончалась Елизавета Брандебургская. Князь Иоганн Любинский, женатый на Ядвиге, младшей дочери Людвика II Легницкого и Елизаветы, заявил о своих претензиях на Легницкое княжество. Но власти Легницы не поддержали Иоганна и выступили за включение княжества в состав Чешского королевства, чтобы получить привилегированный статус королевского города. Князь Иоганн Любинский с семьей вынужден был в 1451 году покинуть Легницу. 19 сентября 1452 года он был вынужден отказаться от своих прав на Легницкое княжество, которое было включено в состав Чешского королевства.
В 1450 году князья Иоганн I и Генрих X и-за тяжелых финансовых проблем продали Бжегское княжество своему дяде по материнской линии, князю Николаю I Опольскому.
В 1452 году после смерти своего бездетного младшего брата, князя Генриха X, Иоганн I стал единоличным правителем Хойнува, но в следующем 1453 году скончался.

## Брак и дети
В феврале 1445 года князь Иоганн Любинский женился на Ядвиге (1433 — 21 октября 1471), младшей дочери князя Людвика II Бжегского и Елизаветы Бранденбургской. У супругов был единственный сын:
- Фридрих I (3 мая 1446, Бжег — 9 мая 1488, Легница), князь Хойнувский, Олавский, Легницкий, Бжегский и Любинский.